# Dawns
«Dawns» (с англ. — «Рассветы») — песня американского кантри-певца Зака Брайана при участии певицы Мэгги Роджерс, вышедшая 27 января 2023 года на лейбле Belting Bronco и Warner Records. Песня была написана в соавторстве Брайаном и Роджерс, а спродюсирована Брайаном и Эдди Спиром. Одновременно был выпущен музыкальный клип. Песня вошла в топ-50 чартов в Канаде, Ирландии и США.

## История
В тексте песни прослеживается настоящая трагедия, когда Брайан поет о смерти своей матери («Я потерял ее в июле прошлого года от сердечного приступа»). Кэлли Алгрим из Business Insider считает, что «само название подразумевает новый свет, новые дни, новое оранжево-розовое небо. Если первый намек на весну может быть звуком, то Брайан и Мэгги Роджерс разлили его по бутылкам для „Dawns“».

## Отзывы
Энн Пауэрс из NPR написала, что «добавление женского голоса позволяет дуэту играть с перспективой и, таким образом, освежить шаблон плачей Брайана», а когда «в дело вступает Роджерс», «её куплет переворачивает угол песни и ловко меняет смысл её хука».
Uproxx включил песню в список «Лучшие песни 2023 года на данный момент» («Best Songs of 2023 So Far»), а Филипп Косорес написал, что она «совсем не похожа на кантри, демонстрируя диапазон и возможности молодого артиста, у которого ещё нет ожиданий, чтобы бросить вызов», отметив его «мужской и женский вокал и драйвовую струнную секцию», которые «подчёркивают эмоциональное притяжение песни». Косорес заключил, что «в наши дни Брайан выпускает отличные песни дюжинами».
Business Insider назвав её второй лучшей песней года отметил, что «Песня подобна запаху кофе, порыву утреннего ветра. В ней запечатлена пронзительная двойственность: горе от того, что что-то закончилось, и надежда на новое начало».

#### Итоговые списки
| Публикация       | Список                    | Ранг | Ссылка |
| ---------------- | ------------------------- | ---- | ------ |
| Business Insider | The best 20 songs of 2023 | 2    | [ 2 ]  |

## Концертные исполнения
Брайан и Роджерс исполнили песню на Crypto.com Arena в Лос-Анджелесе 23 августа 2023 года в рамках тура Брайана «Burn, Burn, Burn».

## Чарты
| Чарт (2023)                                  | Высшая позиция |
| -------------------------------------------- | -------------- |
| Австралия (ARIA)                             | 64             |
| Канада (Billboard Canadian Hot 100)          | 47             |
| Мир (Billboard Global 200)                   | 99             |
| Ирландия (IRMA)                              | 36             |
| Новая Зеландия (RMNZ)                        | 15             |
| США (Billboard Hot 100)                      | 42             |
| США (Billboard Hot Country Songs)            | 11             |
| США (Billboard Hot Rock & Alternative Songs) | 4              |

| Чарт (2023)                                  | Позиция |
| -------------------------------------------- | ------- |
| США Hot Country Songs (Billboard)            | 40      |
| США Hot Rock & Alternative Songs (Billboard) | 9       |

## Сертификации
| Регион                                                                      | Сертификация | Продажи   |
| --------------------------------------------------------------------------- | ------------ | --------- |
| Австралия (ARIA)                                                            | Золотой      | 35 000    |
| США (RIAA)                                                                  | Платиновый   | 1 000 000 |
| Данные о продажах + прослушиваниях приведены только на основе сертификации. |              |           |